# Pratt & Whitney Canada

Pratt & Whitney Canada (PWC або P&WC) — канадський виробник авіаційних двигунів. Штаб-квартира PWC знаходиться у Лонгьой, Квебек, поряд з Монреалем. Це підрозділ великої компанії Pratt & Whitney (P&W) США, є окремою бізнес одиницею United Technologies. United Technologies надав PWC світовий мандат на випуск двигунів для малих літаків у той час як P&W у США розробляються і випускаються великі двигуни.
Хоча PWC є підрозділом P&W, вона маж власні дослідження, розробки і ринки збуту як виробник двигунів. Компанія зараз має 9200 працівників у всьому світі, і тому числі 6200 у Канаді.

## Історія
Canadian Pratt & Whitney Aircraft Company, Ltd. була створена у листопаді 1928 як сервісний центр для авіаційних двигунів P&W. Під час Другої світової війни, вони збирали серію двигунів Pratt & Whitney Wasp побудованих у США. У 1952 виробництво двигунів Wasp було переведено до P&WC тому P&W змогли сконцентруватися на розробці реактивних двигунів.
Наприкінці 1950-х команда з 12 інженерів P&WC почала розробку першого малого турбінного двигуна у Канаді, PT6. Перший екземпляр було доставлено користувачу у 1963.
У 1962 компанія була перейменована на United Aircraft of Canada (UAC), підрозділ United Aircraft і отримала свою теперішню назву у 1975.
У 1963 41 вертоліт Sikorsky CH-124 Sea King (оригінально CHSS-2) було поставлено Королівському канадському флоту. Компоненти планера були зроблені компанією Sikorsky у Коннектикуті, але більшість з них були зібрані UAC у Лонгьой, Квебек.

## Продукція
- Pratt & Whitney JT12 — перша розробка, пізніше передана Pratt & Whitney США
- Pratt & Whitney Canada JT15D
- Pratt & Whitney Canada PT6A/B/C
- Pratt & Whitney Canada PT6T
- Pratt & Whitney Canada PW100
- Pratt & Whitney Canada PW200
- Pratt & Whitney Canada PW300
- Pratt & Whitney Canada PW500
- Pratt & Whitney Canada PW600
- Pratt & Whitney Canada PW800
- Pratt & Whitney Canada PW900

## Флот
На березень 2014 Pratt & Whitney Canada мали наступну кількість літальних апаратів для тестування нових двигунів: